# Konakalmaz, Elâzığ
Konakalmaz là một xã thuộc thành phố Elâzığ, tỉnh Elâzığ, Thổ Nhĩ Kỳ. Dân số thời điểm năm 2011 là 192 người.